# Giovanni Verga
Giovanni Carmelo Verga di Fontanabianca (Catania, 2 settembre 1840 – Catania, 27 gennaio 1922) è stato uno scrittore, drammaturgo e politico italiano, considerato il maggior esponente del verismo, corrente letteraria che si ispira al naturalismo francese.
Di famiglia borghese, con antiche origini nobili, visse in un ambiente di tradizioni liberali. Si dedicò inizialmente alla scrittura di romanzi avventurosi su influsso delle opere di Dumas padre; in seguito scrisse romanzi di argomento passionale, tra cui Storia di una capinera, che riscosse un discreto successo. Si trasferì a Firenze nel 1869 e tre anni dopo a Milano, dove frequentò circoli letterari, facendo la conoscenza di Arrigo Boito e Giuseppe Giacosa. Con la novella Rosso Malpelo diede inizio alla maniera verista, già in parte anticipata dalla novella Nedda. Di impronta più decisamente verista sono due fra i più notevoli romanzi della letteratura italiana, I Malavoglia (1881) e Mastro-don Gesualdo (1889).
La nuova concezione verista di Verga pose il cardine dell'opera letteraria sulla "sparizione" dell'autore, facendo in modo che nella narrazione i fatti si sviluppassero da soli, come per una necessità spontanea. Il linguaggio di Verga è rude e spoglio come un riflesso del mondo che rappresenta, fatto sia di povera gente, come ne I Malavoglia, sia di ricchi, come in Mastro-don Gesualdo. Tutti, comunque, dei "vinti" nella lotta quotidiana della vita (e a costoro dedicò il cosiddetto Ciclo dei Vinti, gruppo di cinque romanzi di cui solo i primi due vengono completati).
Lo scrittore si occupò anche di teatro, sceneggiando alcune sue novelle; di queste, la più famosa è Cavalleria rusticana (1880), da cui poi, dieci anni dopo, il compositore Pietro Mascagni trasse l'opera omonima.
Verga divenne senatore del Regno d'Italia nel 1920 su nomina del re Vittorio Emanuele III.

## Biografia

### Famiglia
La famiglia Verga, di lontane ascendenze aragonesi, era giunta in Sicilia con il nome di Vergas o Vargas, all’epoca dei Vespri. Tradizionalmente il capostipite dei Verga di Vizzini è considerato Laian Gonzalo de Vergas – rispetto a studi più recenti, dove emergono nuovi membri della famiglia –, venuto in Sicilia dalla Spagna al seguito del re Pietro III d'Aragona nel 1282, il cui figlio Antonio nel 1318 sposò Margherita La Gurna, stabilendosi a Vizzini, borgo degli Iblei.
Il padre dello scrittore, Giovanni Battista Verga Catalano, era nativo di Vizzini, dove la famiglia Verga possedeva alcune proprietà; la madre si chiamava Caterina Di Mauro Barbagallo e apparteneva a una famiglia borghese di Belpasso. Giovanni era il maggiore di cinque fratelli: oltre a lui, Mario, Rosa, Pietro e Teresa.
Il nonno di Giovanni, Giovanni Carmelo Verga Distefano, era stato carbonaro e, nel 1812, eletto deputato per Vizzini al primo Parlamento siciliano. Quest'ultimo aveva ereditato dalla famiglia della madre, nel 1771, il feudo di Fontanabianca, al quale perteneva il titolo di barone, riconfermato da Ferdinando III nel 1781 a don Gaetano Verga, che dava quindi il diritto a Giovanni Verga di fregiarsi del predicato "di Fontanabianca", nonché del titolo di "nobile dei baroni di Fontanabianca", anche se non ne fece mai uso. La famiglia Verga era comunque già iscritta nella mastra nobile di Vizzini sino al 1813, quando in Sicilia furono aboliti il feudalesimo e le mastre nobili; sino al 1813, quindi, i Verga potevano qualificarsi "nobili di Vizzini". Poiché successivamente il Regno d'Italia non riconobbe Vizzini tra le città aventi patriziato o nobiltà civica, i Verga non poterono vedersi riconosciuto il titolo di "nobili di Vizzini" dalla Consulta Araldica del Regno d'Italia.

### Il luogo e la data di nascita

Autografo di G. Verga

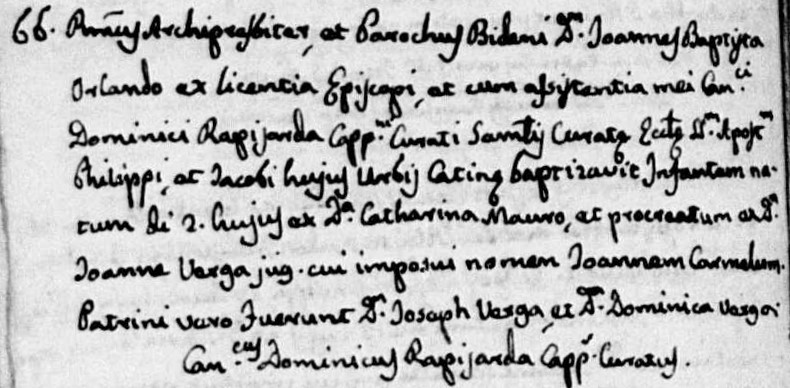
Atto di battesimo del Verga

Giovanni Carmelo Verga venne registrato presso l'ufficio nascite dello Stato Civile del comune di Catania, all'atto numero 284 (l'anagrafe sarebbe stata creata solamente nel 1871 in occasione del censimento dello stesso anno), allora parte del Regno delle Due Sicilie, il 2 settembre 1840; la data e il luogo di nascita non sono però universalmente accettati.

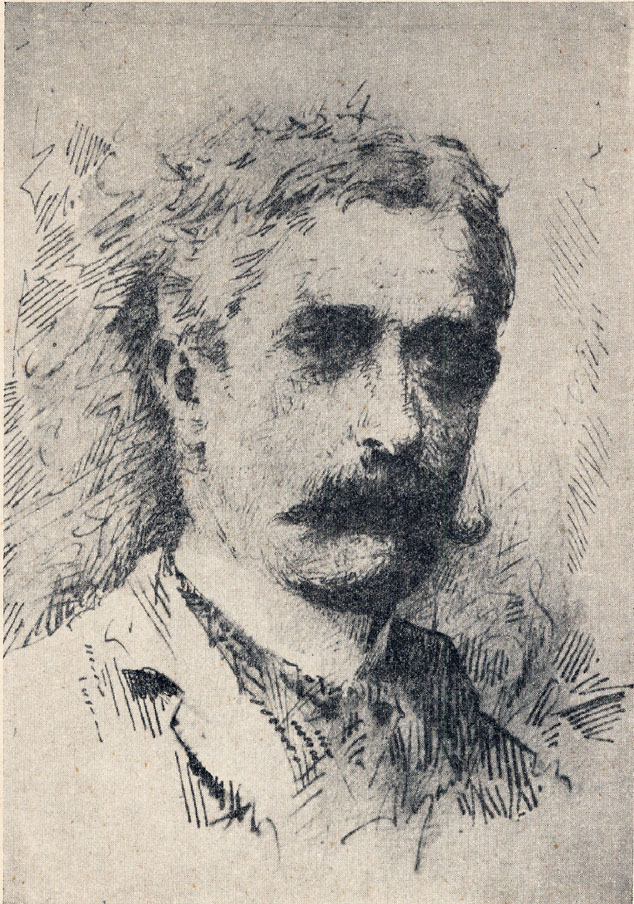
Verga - ritratto penna acquarello di Antonino Gandolfo, collezione Francesco Paolo Frontini

Vi è, tuttavia, una seconda tesi secondo cui Verga sarebbe nato in un podere di campagna di proprietà dello zio don Salvatore in contrada Tiepidi (una zona di campagna a pochi chilometri dal centro abitato di Vizzini). Questa tesi sarebbe supportata da diverse ipotesi: la prima riguarda l'epidemia di colera che nell'estate del 1840 si era abbattuta su Catania e che avrebbe potuto spingere la famiglia Verga ad abbandonare l'afosa Catania d'estate, per la frescura collinare di Vizzini e a scegliere il piccolo centro del Calatino per proteggere sia la madre sia il nascituro da ogni potenziale rischio. Di fatto, però, l'ondata di colera si era esaurita già nel 1837.
La seconda ipotesi è che, nato prematuro, a sette mesi, il piccolo sarebbe poi stato riportato nel capoluogo, dove il padre, Giovanni Battista Catalano Verga (originario di Vizzini, ma residente nel capoluogo), registrò il figlio come nato a Catania, nell'abitazione di via Sant'Anna; inoltre, è probabile che Giovanni Battista Verga avesse scelto Catania come città ufficiale di appartenenza anche per compiacere la moglie Caterina Di Mauro (o Mauro), catanese, e anche per comodità, visto che la futura eventuale richiesta di certificazioni non avrebbe così necessitato un viaggio nella distante Vizzini. Anche questa teoria è priva di prove scritte, senza contare che la madre e il bimbo, forse prematuro, sarebbero stati portati d'urgenza nel capoluogo, dove il Verga padre avrebbe commesso un reato, con la complicità dell'ufficiale di Stato Civile e due testimoni, quando, per avere un certificato dal comune di Catania, sarebbe stata sufficiente una legalissima e semplice trascrizione. La terza ipotesi emerge da un'annotazione apposta sull'occhiello di una copia della prima edizione delle Novelle rusticane, che Verga regalò all'amico scrittore Luigi Capuana, dove si legge: «A Luigi Capuana "villano" di Mineo - Giovanni Verga "villano" di Vizzini» (l'uso del termine villano dimostrerebbe, quindi, come Verga fosse a conoscenza di essere nato in un piccolo paese di provincia come Capuana, a Vizzini o comunque in una contrada di campagna). O potrebbe solo essere stata, nell'ambito dell'amicizia verso l'amico Capuana, una testimonianza di affetto verso un paese dove l'autore catanese aveva trascorso lunghi periodi della propria infanzia e fanciullezza.
Negli archivi del Senato della Repubblica italiana, nel fascicolo personale del Senatore del Regno Giovanni Verga, si trova l'estratto dell'atto di nascita, che riporta Catania come luogo di nascita.
Sull'esatta data di nascita l'incertezza è altrettanto ampia, ma si pensa che sia il 2 settembre 1840. L'atto di nascita riporta la data del 2 settembre 1840. Il 1º marzo 1915 Verga scrive tuttavia in una sua missiva a Benedetto Croce quanto segue:
L'8 settembre è in realtà la data di battesimo, celebrato a Catania, presso la Chiesa dedicata a San Filippo, come risulta dall'allegato "ter", notamento restituito dal Parroco della stessa Chiesa a pochi passi dalla casa natale di via San'Anna, mentre quella di nascita è secondo alcuni antecedente e potrebbe risalire alla fine di agosto, se non addirittura al 29, giorno in cui a Vizzini si festeggia San Giovanni. Il trasferimento da Vizzini a Catania potrebbe spiegare, dunque, il ritardo nella registrazione e la posticipazione della data. Queste sono, comunque, solo delle ipotesi, non supportate da alcuna prova. L'unico dato certo è che la nascita fu registrata a Catania da Giovanbattista Verga, il quale dichiarò che Giovanni Carmelo era nato alle ore 5 dello stesso giorno, nella casa posta in Catania, via Sant'Anna numero 8, presentando il bambino, alla presenza di due testimoni, al senatore del Regno e ufficiale di Stato Civile, don Francesco Bicocca. Il nome Giovanni Carmelo gli sarebbe stato dato in memoria del nonno paterno Giovanni Carmelo e non per una supposta nascita il 29 agosto, festa di San Giovanni a Vizzini.

### Gli studi e la prima formazione

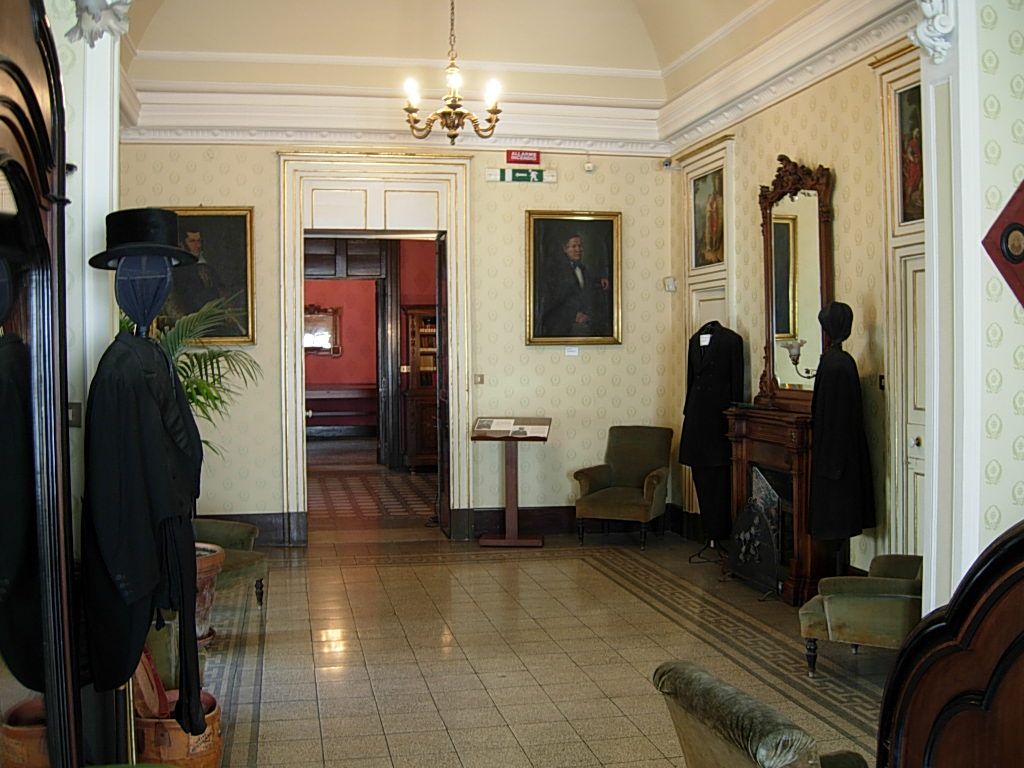
La Casa-Museo di Verga a Catania

Verga, compiuti gli studi primari presso la scuola di Francesco Carrara, venne inviato, per gli studi secondari, alla scuola di don Antonino Abate, scrittore, fervente patriota e repubblicano, dal quale assorbì il gusto letterario romantico e il patriottismo. Abate faceva leggere ai suoi allievi le opere di Dante, Petrarca, Ludovico Ariosto, Torquato Tasso, Vincenzo Monti, Manzoni e pagine dell'Estetica di Hegel; inoltre proponeva anche il romanzo storico-patriottico I tre dell'assedio di Torino (scritto nel 1847) del poeta catanese Domenico Castorina, che era lontano parente di Verga e che a quei tempi era considerato dai contemporanei "il miglior poeta e scrittore catanese della prima metà dell'Ottocento".
Nel 1854, a causa di un'epidemia di colera, la famiglia si rifugiò nella campagna di Tèbidi e vi ritornò nel 1855 per lo stesso motivo. I ricordi di questo periodo, legati alle sue prime esperienze adolescenziali e alla campagna, ispirarono molte delle sue novelle, come Cavalleria rusticana e Jeli il pastore, oltre al romanzo Mastro-don Gesualdo. A soli sedici anni, tra il 1856 e il 1857, Verga scrisse il suo primo romanzo di ispirazione risorgimentale Amore e patria rimasto inedito. Il romanzo ottenne giudizio positivo da parte di Abate, ma venne considerato immaturo dall'insegnante di latino, don Mario Torrisi, che lo convinse a non pubblicarlo. Iscrittosi nel 1858 alla facoltà di legge all'Università di Catania, non dimostrò però grande interesse per le materie giuridiche e nel 1861 abbandonò i corsi, preferendo dedicarsi all'attività letteraria e al giornalismo politico. Con il denaro datogli dal padre per concludere gli studi, il giovane pubblicò a sue spese il romanzo I carbonari della montagna (1861- 1862), un romanzo storico che si ispira alle imprese della Carboneria calabrese contro il dispotismo napoleonico di Murat. La sua formazione fu dunque irregolare e, come scrive Guido Baldi, «[…] segna inconfondibilmente la sua fisionomia di scrittore, che si discosta dalla tradizione di scrittori letteratissimi e di profonda cultura umanistica che caratterizza la nostra letteratura, anche quella moderna: i testi su cui si forma il suo gusto in questi anni, più che i classici italiani e latini sono gli scrittori francesi moderni di vasta popolarità, ai limiti con la letteratura di consumo, come Dumas padre (I tre moschettieri) e Dumas figlio (La signora delle camelie), Sue (I misteri di Parigi), Feuillet (Il romanzo di un giovane povero)». Oltre a questo genere di romanzi egli prediligeva i romanzi storici italiani, soprattutto quelli a carattere fortemente romantico, come quelli di Guerrazzi la cui influenza si coglie anche nel suo terzo romanzo intitolato Sulle lagune, pubblicato tra il 1862 e il 1863, dapprima a puntate in appendice della rivista fiorentina "La nuova Europa", nel periodo in cui Venezia è ancora sotto la malvista potenza austriaca. Il romanzo narra la vicenda sentimentale di un ufficiale ungherese e di una giovane veneta di Oderzo, in uno stile severo e privo di retorica. Entrambi innamorati della vita finiranno per morire insieme. Verga lavorò in questo periodo frequentemente anche ad Acitrezza ed Acicastello.

### Le prime esperienze a Catania
In Sicilia si verificò un periodo di violente sommosse popolari per l'abolizione del dazio sul macinato e, soprattutto nella provincia catanese, si assistette alla reazione dei contadini che, esasperati, arrivarono a uccidere e a saccheggiare le terre. Nella novella Libertà Verga rivive con forza drammatica una di queste rivolte, ossia i fatti di Bronte.
Con l'arrivo di Garibaldi a Catania venne istituita la Guardia Nazionale e Verga, nel 1860, si arruolò in essa prestando servizio per circa quattro anni ma, non avendo inclinazioni per la disciplina militare, se ne liberò con un versamento di 3.100 lire alla Tesoreria Provinciale. Nel frattempo, insieme a Nicolò Niceforo, conosciuto con lo pseudonimo di Emilio Del Cerro, fondò il settimanale Roma degli Italiani, che si basava su un programma anti-regionale, e lo diresse per tre mesi oltre a collaborare alla rivista L'Italia contemporanea. Il settimanale passò in seguito sotto la direzione di Antonino Abate.
Nel 1862 Verga e Niceforo ritentarono l'esperienza con la rivista letteraria L'Italia contemporanea sulla quale Verga pubblicò la sua prima novella verista, Casa da thè. La rivista però ebbe breve durata e, dopo il primo numero, venne assimilata da Enrico Montazio alla rivista fiorentina Italia, veglie letterarie.
Anche il giornale l'Indipendente, fondato e diretto da Verga nel 1864, fu lasciato alla direzione di Abate dopo dieci numeri. In quello stesso anno Verga pubblicò sulla Nuova Europa le prime due puntate del romanzo Sulle lagune, poi sospese per un anno e infine riprese dall'inizio e terminate il 15 marzo 1863 dopo 22 puntate.
Verso la fine di aprile o agli inizi di maggio 1865 si recò per la prima volta a Firenze dopo aver abbandonato gli studi di legge presso l'Università di Catania. In questo periodo scrisse una commedia, pubblicata solo nel 1980, dal titolo I nuovi tartufi, che venne inviata, sotto forma anonima, al Concorso Drammatico bandito dalla Società di incoraggiamento all'arte teatrale ma senza successo. Nello stesso periodo scrisse il romanzo Una peccatrice.
Firenze era a quei tempi la capitale del Regno e rappresentava il punto di incontro degli intellettuali italiani. Il giovane Verga ebbe modo di conoscere, in questo primo breve periodo, Luigi Capuana, allora critico della Nazione, i pittori Michele Rapisardi e Antonino Gandolfo, il maestro Giuseppe Perrotta e il poeta Mario Rapisardi.
A Firenze ritornò nell'aprile 1869 dopo che la nuova epidemia di colera diffusasi nel 1867 l'aveva costretto, insieme alla famiglia, a trovare rifugio dapprima nelle proprietà di Sant'Agata li Battiati e poi a Trecastagni.
A Firenze decise quindi di stabilirsi, rimanendovi fino al 1871, avendo compreso che la cultura della provincia era troppo restrittiva e gli impediva di realizzarsi come scrittore.
Nel 1866 l'editore torinese Negro gli aveva intanto pubblicato Una peccatrice, un romanzo di carattere autobiografico e fortemente melodrammatico, che narra la vicenda di un piccolo borghese catanese, Pietro Brosio, che, pur avendo ottenuto la ricchezza e il successo ed essere riuscito a conquistare la donna dei suoi sogni, Narcisa, ritornerà alla sua mediocrità dopo che Narcisa, impazzita per amore, si toglie la vita.
Gli anni fiorentini furono fondamentali per la formazione del giovane scrittore che ebbe modo di conoscere artisti, musicisti, letterati e uomini politici oltre che di frequentare i salotti più conosciuti del momento.
Con una lettera di presentazione di Mario Rapisardi si introdusse facilmente nei ricevimenti in casa dello scrittore e patriota Francesco Dall'Ongaro dove incontrò Giovanni Prati, Aleardo Aleardi, Andrea Maffei e Arnaldo Fusinato.
Introdotto da Dall'Ongaro presso i salotti culturali di Ludmilla Assing e delle signore Swanzberg, madre e figlia entrambe pittrici, conobbe Vittorio Imbriani e altri letterati. Iniziò quindi a condurre una vita mondana frequentando il Caffè Doney, dove conobbe letterati e attori, il Caffè Michelangelo, luogo di incontro dei pittori macchiaioli più noti dell'epoca e recandosi spesso alla sera a teatro.
Risale a questo periodo la stesura del romanzo epistolare Storia di una capinera che apparve nel 1870 sul giornale di moda Il Corriere delle Dame e che l'anno seguente fu pubblicato, per interessamento del Dall'Ongaro, dalla tipografia Lampugnani di Milano. La prefazione al romanzo venne scritta dal Dall'Ongaro che riportava la lettera da lui scritta a Caterina Percoto per presentarle il libro. Il romanzo ebbe un gran successo e Verga incominciò a ottenere i suoi primi guadagni.

### Il ventennio a Milano.I Malavoglia

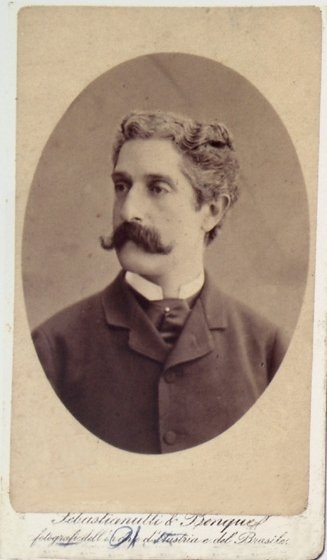
Ritratto di Verga

Il 20 novembre 1872 Verga si trasferì a Milano dove si fermò, pur con diversi e lunghi ritorni a Catania, fino al 1893. L'amico Capuana lo presentò con una lettera al romanziere Salvatore Farina, direttore della Rivista minima, e Dall'Ongaro fece lo stesso con una al pittore e scrittore Tullo Massarani.
A Milano frequentò in modo assiduo il salotto Maffei dove conobbe i maggiori rappresentanti del secondo romanticismo lombardo e si incontrò con l'ambiente degli scapigliati, legando soprattutto con Arrigo Boito, Emilio Praga e Luigi Gualdo.
Frequentando i ristoranti, come il Cova e il Savini, ritrovo di scrittori e artisti, conobbe Gerolamo Rovetta, Giuseppe Giacosa, Emilio Treves e Felice Cameroni con il quale intrecciò una fitta corrispondenza epistolare, molto interessante sia per le opinioni espresse sul verismo e sul naturalismo, sia per i giudizi sulla narrativa contemporanea, da Zola a Flaubert, a D'Annunzio. Conobbe inoltre De Roberto con il quale rimase amico per tutta la vita.
Gli anni milanesi furono ricchi di esperienze e favorirono la nuova poetica dello scrittore. Risalgono a questi anni Eva (1873), Nedda (1874), Eros e Tigre reale (1875). Sono opere che si iscrivono nella poetica tardoromantica del primo Verga, a eccezione di Nedda, anticipo verista, corrente di cui lo scrittore catanese sarebbe stato il massimo esponente dalle novelle di Vita dei campi in poi.
Lo scrittore intanto si era avvicinato ad autori nuovi per tematiche e forme, come Zola, Flaubert, Balzac, Maupassant, Daudet, Bourget, e aveva iniziato un abbozzo del romanzo I Malavoglia.
Nel 1877 fu pubblicata dall'editore Brigola una raccolta di novelle, Primavera e altri racconti, precedentemente apparsi sulle riviste Illustrazione italiana e Strenna italiana, che presentano stile e soggetto diversi dai precedenti scritti.
Nel 1878 apparve sulla rivista Il Fanfulla la novella Rosso Malpelo e nel frattempo egli iniziò a scrivere Fantasticheria. Lo stesso anno morì sua madre.
Risale a questi anni il progetto, annunciato in una lettera del 21 aprile all'amico Salvatore Paola Verdura, di scrivere un ciclo di cinque romanzi, Padron 'Ntoni, Mastro-don Gesualdo, La Duchessa delle Gargantas, L'onorevole Scipioni, L'uomo di lusso, che in origine avrebbero dovuto essere titolati la Marea per poi essere cambiati in I vinti, che, nell'intenzione di Verga, dovevano rappresentare ogni strato sociale, da quello più umile a quello più aristocratico. Fu questo "l'inizio della più felice e fervida stagione narrativa dello scrittore catanese".
Il 5 dicembre 1878 Verga ritornò a Catania in seguito alla morte della madre e trascorse un lungo periodo di depressione. In luglio lasciò Catania e, dopo essere stato a Firenze, ritornò a Milano dove ricominciò, con maggior fervore, a scrivere. Nell'agosto 1879 uscì Fantasticheria sul Fanfulla della domenica e, nello stesso anno, scrisse Jeli il pastore oltre a pubblicare, su diverse riviste, alcune novelle di Vita dei campi poi raccolte presso l'editore Treves nel 1880.
Nel 1881 apparve sul numero di gennaio della Nuova Antologia l'episodio tratto da I Malavoglia che narra della tempesta con il titolo Poveri pescatori e, nello stesso anno, fu pubblicato da Treves l'intero romanzo, che fu però accolto molto freddamente dalla critica come confessò Verga stesso all'amico Capuana in una lettera dell'11 aprile da Milano: "I Malavoglia hanno fatto fiasco, fiasco pieno e completo. Tranne Boito e Gualdo, che ne hanno detto bene, molti, Treves il primo, me ne hanno detto male".
Nel 1882, oppresso da bisogni economici, pubblicò presso l'editore Treves il romanzo Il marito di Elena dove furono ripresi i temi erotico-mondani della prima maniera anche se con una più accurata indagine psicologica.
Risale a questo periodo la stesura delle future "Novelle rusticane" che furono pubblicate man mano su alcune riviste.
Durante la primavera lo scrittore si recò a Parigi dove incontrò lo scrittore svizzero di lingua francese Louis Édouard Rod, conosciuto l'anno precedente, che nel 1887 pubblicò I Malavoglia nella traduzione francese. Dopo Parigi compì un altro viaggio a Médan per vedere Zola e a giugno si recò a Londra. Alla fine dell'anno, ma con data 1883, pubblicò la raccolta di dodici novelle con il titolo Novelle rusticane dove si fa predominante il tema della "roba". Lavorava intanto intensamente ai racconti Per le vie, iniziati l'anno precedente, che furono pubblicati sul Fanfulla della domenica, nella Domenica letteraria e sulla Cronaca bizantina e da Treves nello stesso anno.
Il 1884 fu caratterizzato dall'esordio teatrale dello scrittore che, adattando la novella omonima apparsa in Vita dei campi, mise in scena Cavalleria rusticana, rappresentata il 14 gennaio 1884 dalla compagnia di Cesare Rossi al Teatro Carignano di Torino, con Eleonora Duse nella parte di Santuzza e Flavio Andò nella parte di Turiddu. Il dramma, come già aveva intuito Giacosa che aveva seguito il lavoro di Verga, ottenne un grande successo.
Confortato da ciò, Verga preparò un'altra commedia adattando una novella di Per le vie, Il canarino del n. 15, e il 16 maggio 1885, con il titolo In portineria, essa venne rappresentata a Milano al Teatro Manzoni, senza però ottenere il successo di quella precedente.

### Il ritorno a Catania.Mastro-don Gesualdo
Affetto da una grave crisi psicologica dovuta alle preoccupazioni di carattere finanziario e dal fatto che non riusciva a portare avanti come voleva il Ciclo dei Vinti, decise di ritornare in Sicilia. Nel 1887 uscì, presso l'editore Barbèra di Firenze, la raccolta Vagabondaggio.
Gli anni tra il 1886 e il 1887 li trascorse lavorando, ampliando le novelle pubblicate dal 1884 in poi per la raccolta Vagabondaggio che uscì nel 1887 presso l'editore Barbèra.
Durante il 1889 si dedicò completamente alla revisione del Mastro-don Gesualdo che uscì a puntate sulla Nuova Antologia dal 1º luglio al 16 dicembre 1888 e poi in volume presso l'editore Treves, nel 1889, a fine anno, ottenendo una buona accoglienza sia dal pubblico sia dalla critica.
Lo scrittore, rincuorato dal buon successo del romanzo, progettò di continuare il Ciclo dei Vinti con La duchessa di Leyra e L'Onorevole Scipioni mentre continuò la pubblicazione delle novelle che fecero poi parte delle due ultime raccolte.
Nel 1890 all'inizio dell'estate ritornò in Sicilia e, tranne alcuni soggiorni a Roma per progetti teatrali, vi rimase fino a novembre: l'8 aprile, al Teatro Costanzi di Roma, venne messa in scena Mala Pasqua, tratta dalla novella dello scrittore, che però non ottenne un gran successo. Solo un mese dopo venne rappresentata, nello stesso teatro, l'opera Cavalleria rusticana, musicata da Pietro Mascagni, che riscosse grande successo di pubblico e di critica. L'opera continuò a essere rappresentata con sempre maggior successo e Verga chiese al musicista e all'editore Sonzogno, come da accordi pattuiti, la parte di guadagno per i diritti d'autore. Gli fu offerta una modesta cifra, 1.000 lire, che Verga non volle accettare. Si rivolse alla Società degli Autori, che si dimostrò solidale con lo scrittore, ma fu comunque costretto ad agire attraverso vie legali. Iniziò così nel 1891 una complessa vicenda giudiziaria che sembrò concludersi, il 22 gennaio 1893, allorché Verga accettò, una tantum, la considerevole somma di 143.000 lire come "compensazione finale".
Nel 1891 erano intanto usciti presso l'editore Treves I ricordi del capitano d'Arce.
Nel 1893 lo scrittore si trasferì definitivamente a Catania dove rimase, a parte qualche breve viaggio a Milano e a Roma, fino alla morte. Oltre alla scrittura, si dedicò anche alla fotografia.
Nel 1894 pubblica presso il Treves Don Candeloro e C.i. una raccolta di 12 novelle che raccontano il dietro le quinte del mondo dei "pupari".

### La crisi creativa
Ebbe inizio tuttavia la sua crisi creativa, che gli impedì di proseguire sulla strada del Verismo, per riaccostarsi allo stile post-romantico. Non smise mai, tuttavia, di tentare il completamento del Ciclo dei Vinti: nel 1895 iniziò minuziose indagini di costume che affermava necessarie per il terzo romanzo, La duchessa di Leyra, che però non terminò mai (ci rimangono solamente il primo capitolo e un frammento del secondo), a causa della difficoltà di mantenere la poetica dell'impersonalità verso le classi agiate, e che aveva già descritto efficacemente nei romanzi milanesi.
Da alcuni anni lo scrittore aveva intanto iniziato una relazione con la pianista Francesca Giovanna Annunziata "Dina" Castellazzi, contessa di Sordevolo, che durò tutta la vita, anche se la riluttanza di Verga al matrimonio ridusse la relazione amorosa ad un'affettuosa amicizia. Un'altra relazione sentimentale conosciuta fu con la contessa milanese Paolina Greppi Lester, che durò dal 1878 al 1905. La Greppi è l'amica del Verga che compare, in forma romanzata, come interlocutrice in Fantasticheria, la novella che racconta il soggiorno della coppia ad Aci Trezza, e che è considerata il preludio a I Malavoglia.

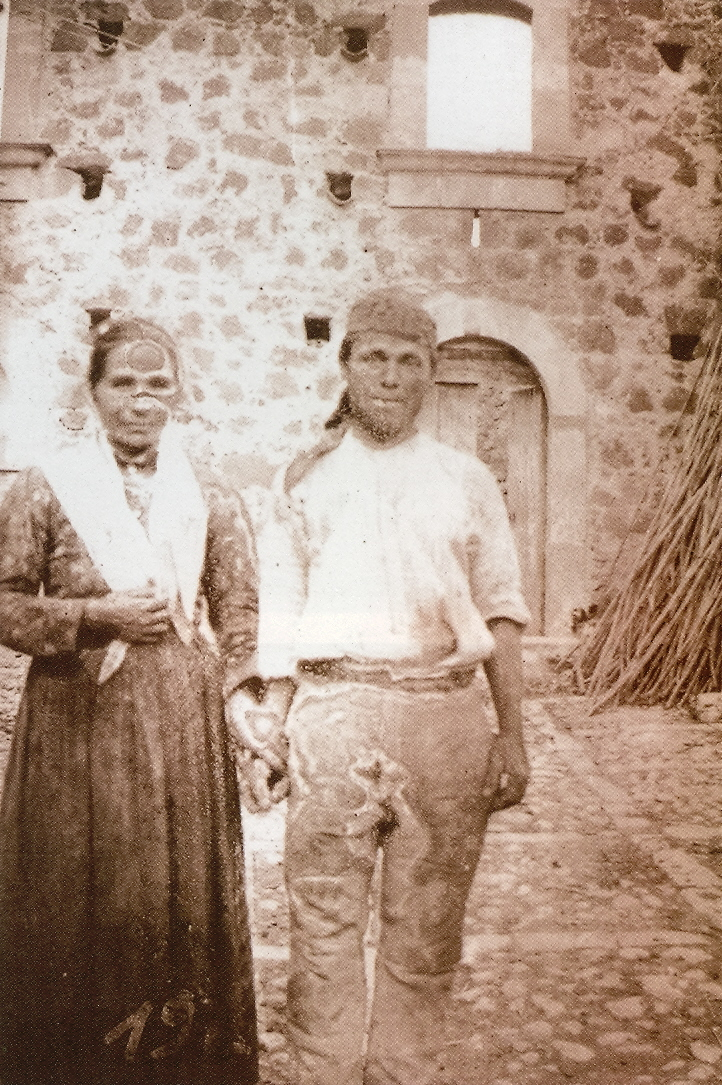
Una fotografia scattata da Verga: La Sicilia rurale

Presso Treves vennero pubblicati nel 1896 i drammi La lupa, In portineria, Cavalleria rusticana, tutti ricavati da novelle. La Lupa venne rappresentata con successo sulle scene del Teatro Gerbino di Torino e a metà dell'anno lo scrittore ricominciò a lavorare a La duchessa di Leyra.

### Gli ultimi anni
Sulla rivista di Catania Le Grazie, il 1º gennaio 1897, venne pubblicata la novella intitolata La caccia al lupo e l'editore Treves pubblicò una nuova versione di Vita dei campi, con le illustrazioni di Arnaldo Ferraguti che presentava notevoli cambiamenti se confrontata all'edizione del 1880.

#### L'adesione al colonialismo e al nazionalismo
Nel 1896 lo scrittore, che non era mai stato un progressista, ma aveva comunque idee liberali, approvò la repressione delle proteste sindacali dei Fasci siciliani attuata dal governo di Francesco Crispi, segno della sua rivoluzione politica, e del suo distacco totale dalle idee politiche dei naturalisti francesi come Émile Zola. Essi infatti credevano nel socialismo, mentre il pessimismo verghiano lo portò a negare ogni riscatto degli umili che si distaccano dalla tradizione, verso cui prova comunque simpatia, e nei suoi ultimi anni Verga adottò idee conservatrici, anche se continuava a provare disgusto verso le classi ricche. Egli giustificò anche la sanguinosa repressione dei moti di Milano per opera di Fiorenzo Bava Beccaris, esprimendo anche una certa insofferenza verso la democrazia parlamentare, e appoggiò il colonialismo italiano. Queste posizioni furono dovute anche ad alcune leggi economiche che avevano, a suo dire, danneggiato la produzione dei suoi agrumeti. Durante la vecchiaia, la sua chiusura contro il resto del mondo e la sua riservatezza aumentarono sempre di più. Nonostante questo, mantenne una certa benevolenza per le classi umili.
Sembrò intanto proseguire assiduamente la stesura de La duchessa di Leyra, come si apprende da una lettera scritta all'amico Édouard Rod nel 1898, notizia confermata da La Nuova Antologia che ne annunciò la prossima pubblicazione.
Nel 1901 furono rappresentati i bozzetti "La caccia al lupo" e "La caccia alla volpe" al teatro Manzoni di Milano e gli stessi furono pubblicati nel 1902 dall'editore Treves.

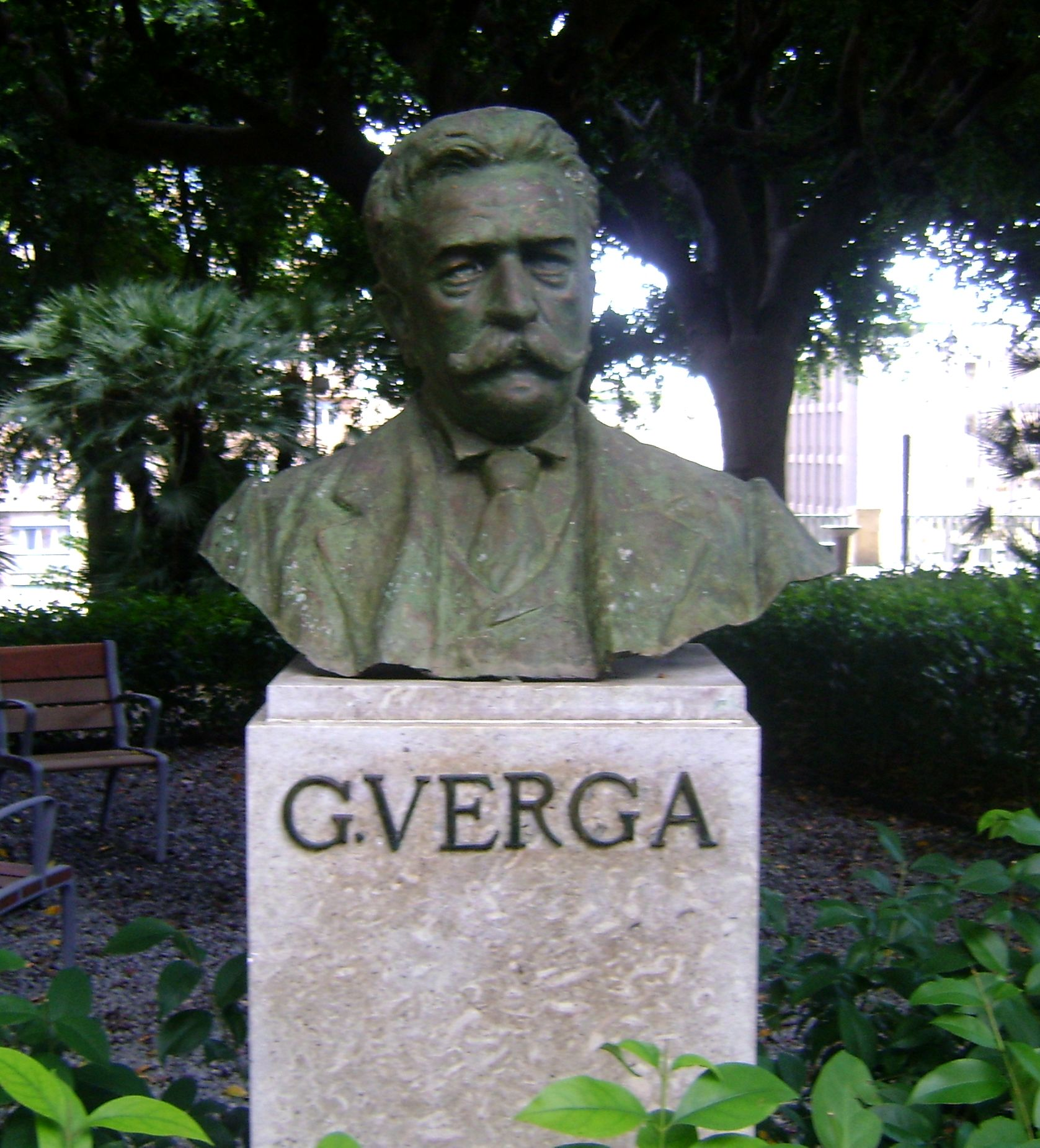
Busto del Verga nel Giardino Bellini

Alla morte del fratello Pietro, avvenuta nel 1903, Verga ebbe in affido i nipoti, Giovanni Verga Patriarca, Caterina e Marco, che poi adottò come figli.
Nel novembre dello stesso anno venne rappresentato, sempre al teatro Manzoni, il dramma Dal tuo al mio, che nel 1905 uscì a puntate, rielaborato come romanzo breve, su La Nuova Antologia e vide le stampe, ancora da Treves, nel 1906.
Lontano ormai dalla scena letteraria, Verga rallentò notevolmente la sua attività di scrittore per dedicarsi in modo assiduo alla cura delle sue terre anche se, come abbiamo notizia da una lettera all'amico Rod del 1º gennaio 1907, egli continuava a lavorare a La duchessa di Leyra del quale vide la luce un solo capitolo, pubblicato postumo in La Letteratura a cura di De Roberto il 1º giugno 1922. A De Roberto lo scrittore affidò, tra il 1912 e il 1914, la sceneggiatura cinematografica di alcune delle sue opere ed egli stesso provvide alla riduzione della Storia di una capinera e de La caccia al lupo allo scopo di farne una versione per il teatro.
Nel 1915, dopo lo scoppio della prima guerra mondiale, prese posizione a fianco degli interventisti, entrando a far parte dell'Associazione Nazionalista Italiana, a fianco di Enrico Corradini e Gabriele D'Annunzio, del quale apprezzava l'azione politica. Nel dopoguerra si avvicinò al movimento fascista, mostrando simpatia per la figura politica in ascesa di Benito Mussolini, anche se non si iscrisse mai ai Fasci di combattimento.

#### Riconoscimenti pubblici e morte
La sua ultima novella, intitolata Una capanna e il tuo cuore, risale al 1919 e fu pubblicata anch'essa postuma, il 12 febbraio 1922, sull'Illustrazione italiana, mentre nel 1920 fu pubblicata un'edizione riveduta delle Novelle rusticane a Roma dalla casa editrice de La Voce.
Nel luglio di quell'anno, per l'ottantesimo compleanno dello scrittore, si tennero a Catania le onoranze presso il Teatro Massimo Vincenzo Bellini alla presenza dell'allora ministro della Pubblica Istruzione Benedetto Croce; il discorso ufficiale fu tenuto da Luigi Pirandello. Sempre in quell'anno Verga ricevette, a Roma, la nomina a senatore del Regno, per decisione del re Vittorio Emanuele III. Furono tra le poche apparizioni pubbliche dello scrittore dopo il ritiro a Catania.
Il 24 gennaio 1922 fu colto da ictus, non riprese più conoscenza e il 27 gennaio morì per emorragia cerebrale a Catania, nella casa di via Sant'Anna, assistito dai nipoti e dall'amico De Roberto, e dopo aver ricevuto l'estrema unzione, richiesta dai familiari nonostante durante tutta la vita fosse stato dichiaratamente scettico, se non ateo e materialista. Il patrimonio di Verga passò, in maggioranza, al nipote primogenito Giovanni Verga Patriarca.
Giovanni Verga è sepolto nel "viale degli uomini illustri" del cimitero monumentale di Catania.

#### Il Verismo e il vocabolario: Accademia della Crusca
In occasione del primo centenario della morte di Verga, l'Accademia della Crusca e la Fondazione Verga hanno organizzato lunedì 9 maggio 2022 a Firenze un convegno dal titolo I vocabolari del vero per evidenziare il rapporto fra Verismo e vocabolario italiano. Presentato nel convegno il progetto VIVer-Vocabolario dell'Italiano verista al quale lavorano un gruppo di lessicografi, informatici, autori coordinati da Gabriella Alfieri, Marco Biffi, Antonio di Silvestro, Giovanni Salucci e Rosaria Sardo.

## La poetica e le idee
L'ideologia che sta alla base della sua letteratura migliore è una personale ripresa della scientificità, dell'impersonalità e del positivismo dei naturalisti, declinati in senso pessimistico, senza alcuna speranza di miglioramento sociale. Forte è l'influsso di alcune teorie dell'epoca, come quella del darwinismo sociale. Agli umili delle sue novelle e romanzi è negata quasi ogni speranza, sia provvidenziale rifacendosi allo stile di Manzoni, sia laica e sociale di ispirazione zoliana. Verga nega che una vera felicità sia presente o raggiungibile anche da parte degli appartenenti alle classi ricche, data la rappresentazione che egli ne fa sia nei romanzi non veristi, sia in alcune parti del Ciclo dei Vinti e delle novelle. Solo alcuni valori, come la famiglia, il proprio ambiente e il lavoro ("ideale dell'ostrica") possono dare un po' di serenità.

## Opere

### Romanzi
- Amore e Patria (1856-1857) [inedito di 672 ff. ms. parzialmente riportati in Lina Perroni, Studi verghiani, II, Ricordi di D'Artagnan. La prima giovinezza di Giovanni Verga e due suoi romanzi sconosciuti: Amore e patria; I carbonari della montagna, Palermo, Ed. del sud, 1929].
- I carbonari della montagna, 4 volumi, Catania, Galatola, 1861-1862.
- Sulle lagune, in "La Nuova Europa", 5 e 9 agosto 1862-13 gennaio e 15 marzo 1863.
- Una peccatrice, Torino, Negro, 1866.
- Storia di una capinera, Milano, Lampugnani, 1871.
- Eva, Milano, Treves, 1873.
- Eros, Milano, Brigola, 1875.
- Tigre reale, Milano, Brigola, 1875.
- I Malavoglia, Milano, Treves, 1881.
- Il marito di Elena, Milano, Treves, 1882.
- Mastro-don Gesualdo, Milano, Treves, 1889.
- Dal tuo al mio, Milano, Treves, 1906.
- La duchessa di Leyra, incompiuto in Federico De Roberto, Casa Verga e altri saggi verghiani, Firenze, Le Monnier, 1964.
- Romanzi giovanili, a cura e con postfazione di Giuseppe Leonelli, Milano, Frassinelli, 1996.

### Novelle
- Nedda. Bozzetto siciliano, Milano, Brigola, 1874.
- Primavera; La coda del diavolo; X; Certi argomenti; Le storie del castello di Trezza; Nedda, Milano, Brigola, 1877.
- Rosso Malpelo, in "Fanfulla", 2-5 agosto 1878.
- Vita dei campi. Nuove novelle, Milano, Treves, 1880. [Fantasticheria, Jeli il pastore, Rosso Malpelo, Cavalleria rusticana, La lupa, L'amante di Gramigna, Guerra di Santi, Pentolaccia]
- Un'altra inondazione, in "Roma-Reggio", numero speciale del "Corriere dei Comuni", Roma, Tipografia elzeviriana dell'Officina Statistica, 1880.
- La roba, in "Rassegna settimanale di politica, scienze, lettere ed arti", 26 dicembre 1880.
- Casamicciola, in "Don Chisciotte", n. 8, 3 aprile 1881.
- I dintorni di Milano, in Milano 1881, Milano, Ottino, 1881.
- Il come, il quando ed il perché, in appendice alla seconda edizione di Vita dei campi, Milano, Treves, 1881.
- Pane nero, Catania, Giannotta, 1882.
- Libertà, in "Domenica letteraria", 12 marzo 1882.
- Novelle rusticane, Torino, Casanova, 1883. [Il Reverendo, Cos'è il Re, Don Licciu Papa, Il Mistero, Malaria, Gli orfani, La roba, Storia dell'asino di S. Giuseppe, Pane nero, I galantuomini, Libertà, Di là del mare]
- Per le vie, Milano, Treves, 1883. [Il bastione di Monforte, In piazza della Scala, Al veglione, Il canarino del N. 15, Amore senza benda, Semplice storia, L'osteria dei «Buoni Amici», Gelosia, Camerati, Via Crucis, Conforti, L'ultima giornata]
- Nella stalla, in Arcadia della carità. Strenna internazionale a beneficio degli inondati, Lonigo, Tipo-litografia ed. Luigi Pasini, 1883.
- Drammi intimi, Roma, Sommaruga, 1884. [Drammi intimi, frammento 2, «Nel carrozzone dei profughi» (frammento 3), frammento IV, Un'altra inondazione, - Il Carnevale fallo con chi vuoi; - Natale e Pasqua falli con i tuoi. -, Ultima visita]
- Mondo piccino, in "Nuova Antologia", 1º ottobre 1884.
- Vagabondaggio, Firenze, Barbera, 1887. [Vagabondaggio, Il maestro dei ragazzi, Un processo, La festa dei morti, Artisti da strapazzo, Il segno d'amore, L'agonia d'un villaggio, ...e chi vive si dà pace, Il bell'Armando, Nanni Volpe, Quelli del colèra, Lacrymae rerum]
- I ricordi del capitano d'Arce, Milano, Treves, 1891. [I ricordi del capitano d'Arce, Giuramenti di marinaio, Commedia da salotto, Né mai, né sempre!, Carmen, Prima e poi, Ciò ch'è in fondo al bicchiere, Dramma intimo, Ultima visita, Bollettino sanitario (Corrispondenza in 4ª pagina)]
- Don Candeloro e C.i, Milano, Treves, 1894. [Don Candeloro e C.i, Le marionette parlanti, Paggio Fernando, La serata della diva, Il tramonto di Venere, Papa Sisto, Epopea spicciola, L'opera del Divino Amore, Il peccato di donna Santa, La vocazione di suor Agnese, Gli innamorati, Fra le scene della vita]
- Una capanna e il tuo cuore, in "Illustrazione italiana", 12 febbraio 1922.
- Tutte le novelle, 2 voll., Milano, A. Mondadori, 1940-1942.

### Trasposizioni teatrali

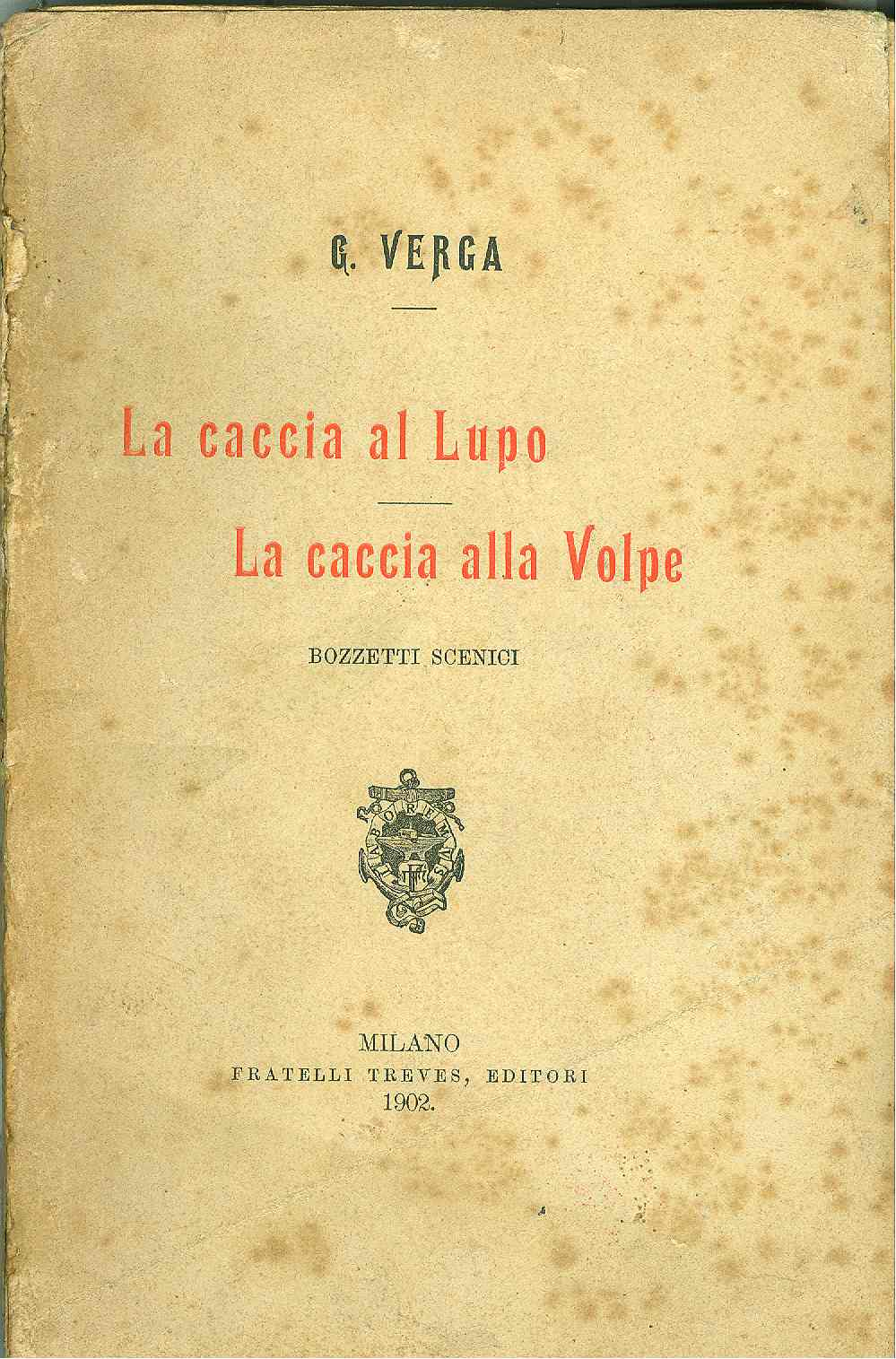
La caccia al lupo - La caccia alla volpe. Bozzetti scenici, ed. Treves, Milano 1902

- I nuovi tartufi (1865-1866)
- Rose caduche (1867)
- L'onore I (1869)
- L'onore II
- Cavalleria rusticana (1884)
- In portineria[39] (1885)
- La lupa (1886)
- Dopo (1886)
- Mastro-don Gesualdo (1889)
- Cavalleria rusticana (1896)
- La caccia al lupo (1901)
- La caccia alla volpe (1901)
- Dal tuo al mio (1903)
- Libertà, Atto unico (2014)

### Versioni cinematografiche
- Chevalerie rustique (1910) di Victorin Jasset (o, secondo altri storici, Émile Chautard o ancora Raymond Agnel)
- Cavalleria rusticana (1916) di Ugo Falena
- Cavalleria rusticana (1916) di Ubaldo Maria Del Colle
- Tigre reale (1916) di Piero Fosco (Giovanni Pastrone)
- La storia di una capinera (1917) di Giuseppe Sterni
- Caccia al lupo (1917) di Giuseppe Sterni
- Una peccatrice (1918) di Giulio Antamoro
- Eva (1919) di Ivo Illuminati
- Il marito di Elena (1921) di Riccardo Cassano
- Cavalleria rusticana (1924) di Mario Gargiulo
- Cavalleria rusticana (1939) di Amleto Palermi
- La storia di una capinera (1943) di Gennaro Righelli
- La terra trema (1948) di Luchino Visconti, ispirato a I Malavoglia
- La lupa (1953) di Alberto Lattuada
- Cavalleria rusticana (1953) di Carmine Gallone
- L'amante di Gramigna (1968) di Carlo Lizzani
- Bronte: cronaca di un massacro che i libri di storia non hanno raccontato (1971) di Florestano Vancini, tratto dalla novella Libertà
- Cavalleria rusticana (1982) di Franco Zeffirelli, film-opera
- Storia di una capinera (1993) di Franco Zeffirelli, con Vanessa Redgrave, ispirato al romanzo omonimo
- La lupa (1996) di Gabriele Lavia, con Monica Guerritore, Michele Placido e Raoul Bova, ispirato alla novella omonima
- Cavalleria rusticana (1996) di Liliana Cavani, film per la TV
- Rosso malpelo (2007) di Pasquale Scimeca[40]
- Malavoglia (2010) di Pasquale Scimeca

## Omaggi
- Luigi Pirandello pronunciò il discorso dal titolo "Celebrazione di Giovanni Verga", al Teatro Massimo Bellini di Catania il 2 settembre 1920 in occasione dell'ottantesimo compleanno di Giovanni Verga. Vittorio Emanuele Orlando pronunziò l'"Orazione commemorativa di Giovanni Verga", il 27 gennaio 1923 in occasione dell'anniversario della scomparsa di Verga (Scritti su Verga, di Luigi Pirandello e Vittorio Emanuele Orlando, prefazione di Giuseppe Giarrizzo, Giuseppe Maimone Editore, Catania, 1992)
- Nel 2010 Alitalia gli ha dedicato uno dei suoi Airbus A320-216 (EI-DTK).
- L'ottantenne Giovanni Verga appare interpretato da Renato Carpentieri nel film italiano La stranezza del 2022 diretto da Roberto Andò, con Toni Servillo e Ficarra e Picone.

### Biografie
- Massimo Bonura, Verga e i mass media. Il giornalismo politico-teatrale e il cinema, pref. di L. A. Callari, scritto intr. di G. C. Marino, postf. di A. Arena, Palermo, Palermo University Press, 2021.
- Nino Cappellani, Vita di Giovanni Verga, Opere di Giovanni Verga, volumi 2, Firenze, Le Monnier, 1940
- Giulio Cattaneo, Giovanni Verga, Torino, UTET, 1963
- Francesco De Felice, Le donne che amarono Giovanni Verga, Roma, Ciranna, 1964
- Federico De Roberto, Casa Verga e altri saggi verghiani, a cura di Carmelo Musarra, Firenze, Felice le Monnier, 1964.
- Giovanni Garra Agosta, La biblioteca di Giovanni Verga, Catania, Greco, 1977
- Giovanni Garra Agosta, Verga innamorato, Catania, Greco, 1980

### Studi sull'opera
- Alfred Alexander, Giovanni Verga, London, Grant & Cutler, 1972
- Paul Arrighi, Le vérisme dans la prose narrative italienne, Paris, Boivin e C., 1937
- Alberto Asor Rosa, Scrittori e popolo. Saggio sulla letteratura populista in Italia, Roma, Samonà e Savelli, 1965
- Riccardo Bacchelli, L'ammirabile Verga, in Confessioni letterarie, Milano, Soc. ed. "La Cultura", 1932; poi in Saggi critici, Milano, Mondadori, 1962
- Riccardo Bacchelli, Giovanni Verga, le canzoni, il romanzo, la tragedia, prefazione a G. V., I grandi romanzi, Milano, Mondadori, 1972
- Guido Baldi (a cura di), Verga e il verismo. Sperimentalismo formale e critica del progresso, Torino, Paravia, 1980.
- Guido Baldi, L'artificio della regressione. Tecnica narrativa e ideologia nel Verga verista, Napoli, Liguori editore, 1980, ISBN 88-207-0890-6.
- Ettore Bonora Le novelle milanesi del Verga e Lo stile dei Malavoglia esemplificato nel capitolo dodicesimo in " Manzoni e la via italiana al realismo", Napoli, Liguori 1989
- Massimo Bontempelli, Verga, in "Nuova Antologia", marzo 1940, poi in Verga, l'Aretino, Scarlatti, Verdi, Milano, Bompiani, 1941
- Massimo Bontempelli, Sette discorsi, Milano, Bompiani, 1942
- Nino Borsellino , Storia di Verga, Bari, Laterza, 1982
- Felice Cameroni, Realismo. "Tigre reale" di Giovanni Verga, in "L'Arte drammatica", 10 luglio 1975; "I Malavoglia", in "La rivista repubblicana", n. 2, 1881; "Novelle rusticane", in "La Farfalla", 17 dicembre 1882; poi in Interventi critici sulla letteratura italiana, a cura di G. Viazzi, Napoli, Guida, 1974
- Luigi Capuana, Studi sulla letteratura contemporanea, I serie, Milano, Brigola, 1880; II serie, Giannotta, Catania, 1882; ristampa a cura di G. Luti, Milano, Fabbri, 1973
- Luigi Capuana, Gli "ismi" contemporanei, Catania, Giannotta, 1898
- Luigi Capuana, Verga e D'Annunzio, a cura di M. Pomilio, Bologna, Cappelli, 1972
- Carmelo Ciccia, Il mondo popolare di Giovanni Verga, Milano, Gastaldi, 1967
- Carmelo Ciccia, Giovanni Verga, in Impressioni e commenti, Milano, Virgilio, 1974
- Carmelo Ciccia, Giovanni Verga, in Profili di letterati siciliani dei secoli XVIII-XX, Catania, Centro di Ricerca Economica e Scientifica, 2002
- Carmelo Ciccia, Gli scrittori che hanno unito l’Italia, Padova, Libraria Padovana, 2010
- Benedetto Croce, Giovanni Verga, in "La Critica", I, IV, 1903; poi in La Letteratura della nuova Italia, III, Bari, Laterza, 1922
- Giacomo Debenedetti, Presagi del Verga, in Saggi critici, III serie, Milano, Il Saggiatore, 1959
- Eurialo De Michelis, L'arte del Verga, Firenze, La Nuova Italia, 1941
- Giacomo Devoto, I "piani del racconto" in due capitoli dei "Malavoglia", in "Bollettino del Centro studi filologici e linguistici siciliani", II, 1954; poi in Nuovi studi di stilistica, Firenze, Le Monnier, 1962 e in Itinerario stilistico, Firenze, Le Monnier, 1975
- Arnaldo Di Benedetto, Verga, D'Annunzio, Pirandello, Torino, Fògola, 1994.
- Enrico Falqui, Verga, il verismo e il novecento, in "Giornale"di Sicilia", 28 novembre 1940
- Dino Garrone, Giovanni Verga, prefazione di L. Russo, Firenze, Vallecchi, 1941
- Emerico Giachery, "La roba" e l'arte del Verga, Roma, Quaderni di Marsia, 1959
- Emerico Giachery, Verga e D'Annunzio. Ritorno a Itaca, Roma, Studium, 1991
- Mario Gabriele Giordano, "Il Verismo, Verga e i veristi minori", Napoli, Conte, 1992.
- Silvia Iannello, Le immagini e le parole dei Malavoglia, Roma, Sovera, 2008
- Franco La Magna, Giovanni Verga e il "Castigo di Dio". Per una storia dei rapporti tra cinema e narrativa, Algra Editore, Viagrande (Catania), 2022, prefazione di Antonio Di Silvestro
- Ignazio Lampasona, Verga, poeta dei vinti, Milano, Gastaldi, 1956
- Sebastiano Lo Nigro, Le due redazioni di Mastro-don Gesualdo, in "Lettere italiane", I, 1, 1949
- Vittorio Lugli, I due "Mastro-don Gesualdo", in "Rivista d'Italia", marzo 1925, poi in Dante, Balzac, Napoli, Edizioni Scientifiche Italiane, 1952 (contiene anche Il discorso indiretto libero in Flaubert e in Verga)
- Gaetano Mariani, Sul teatro di Verga, in "Rassegna di cultura e vita scolastica", nn. 7-8 e 9, 1953; poi in Ottocento romantico e verista, Napoli, Giannini, 1972
- Giulio Marzot, L'arte del Verga, in "Annuario dell'Istituto Magistrale A. Fogazzaro", Vicenza, 1930; rielaborato in Preverismo, Verga e la generazione verghiana, Bologna, Cappelli, 1965
- Attilio Momigliano, Giovanni Verga narratore, Palermo, Priulla, 1923; poi in Dante, Manzoni, Verga, Messina, D'Anna, 1944
- Aurelio Navarria, "L'amante di Raya" e "L'amante di Gramigna", in "Belfagor", VI, 2, 1951
- Aurelio Navarria, "Nedda" e "Primavera" nell'opera di Verga, in "Narrativa", giugno, 1961
- Aurelio Navarria, Lettura di poesia nell'opera di Giovanni Verga, Messina-Firenze, D'Anna, 1962
- Aurelio Navarria, Giovanni Verga, Catania-Roma-Milano, "La Navicella", 1964
- Aurelio Navarria, Annotazioni verghiane e pagine staccate, Caltanissetta-Roma, Sciascia, 1976
- Francesco Nicolosi, Il realismo nelle opere giovanili di Giovanni Verga, Firenze-Messina, D'Anna, 1960
- Francesco Nicolosi, Il Mastro don Gesualdo: dalla prima alla seconda redazione, Roma, Edizioni dell'Ateneo, 1967
- Francesco Nicolosi, Questioni verghiane, Roma, Edizioni dell'Ateneo, 1969
- Ugo Ojetti, Alla scoperta dei letterati, Milano, Fratelli Bocca editori, 1899
- Enrico Panzacchi, Morti e viventi, Catania, Giannotta, 1898
- Giuseppe Petronio, Lettura di Mastro-don Gesualdo, in Dall'illuminismo al verismo, Palermo, Manfredi, 1962
- Studi Verghiani, a cura di L. Perroni, Palermo, Edizioni del Sud, 1929 (ristampati con il titolo Studi critici su Giovanni Verga, Roma, Bibliotheca, 1934)
- Leone Piccioni, Per una storia dell'arte del Verga, in Lettura leopardiana e altri saggi, Firenze, Vallecchi, 1952
- Luigi Pirandello, Giovanni Verga, in Studi critici su Giovanni Verga; poi in Saggi, Milano, Mondadori, 1939 e in Saggi, poesie e scritti vari, a cura di M. Lo Vecchio Musti, Milano, Mondadori, 1960
- Paolo Pullega, Leggere Verga, Bologna, Zanichelli, 1975
- Gaetano Ragonese, Giovanni Verga. Studio critico, Roma, Maglione, 1931
- Gaetano Ragonese, La lingua parlata dei "Promessi Sposi" e del Verga, in "Belfagor", III, 3, 1948
- Gaetano Ragonese, Interpretazione del Verga. Saggi e ricerche, Palermo, Manfredi, 1965
- Gino Raya, Un secolo di bibliografia verghiana, Padova, Cedam, 1960
- Gino Raya, Ottocento inedito, Roma, Ciranna, 1960
- Gino Raya, La lingua di Verga, Firenze, Le Monnier, 1961
- Gino Raya, Mastro don Gesualdo di Giovanni Verga, Roma, Ciranna, 1967
- Gino Raya, Giovanni Verga, Roma, Ciranna, 1970
- Gino Raya, Bibliografia verghiana, Roma, Ciranna, 1972
- Gino Raya, Verga e il cinema, Roma, Herder, 1984
- Gino Raya, Carteggio Verga-Capuana, Roma, Edizioni dell'Ateneo, 1984
- Gino Raya, Verga e i Treves, Roma, Herder, 1986
- Gino Raya, Carteggio Verga-Monleone, Roma, Herder, 1987
- Gino Raya, Verga e gli avvocati, Roma, Herder, 1988
- Gino Raya, Vita di Giovanni Verga, Roma, Herder, 1990
- Luigi Russo, Giovanni Verga, Napoli, Ricciardi, 1920; nuova edizione, Bari, Laterza, 1934; terza edizione ampliata 1941; ultima edizione, 1974
- Luigi Russo, Prefazione a G. V., Opere, Milano-Napoli, Ricciardi, 1955
- Luigi Russo, Profilo critico in I narratori (1850-1957), Milano-Messina, Principato, 1958
- Luigi Russo, Verga romanziere e novelliere, Torino, Eri, 1959
- Giorgio Santangelo, Storia della critica verghiana, Firenze, La Nuova Italia, 1954, ultima edizione 1969
- Natalino Sapegno, Appunti per un saggio sul Verga, in "Risorgimento", I, 3, 1945; poi in Ritratto di Manzoni e altri saggi, Bari, Laterza, 1961
- Edoardo Scarfoglio, Il libro di don Chisciotte, Roma, Sommaruga, 1885
- Leonardo Sciascia, I fatti di Bronte, in Pirandello e la Sicilia, Caltanissetta-Roma, Sciascia, 1961
- Leonardo Sciascia, Verga e la libertà, in La corda pazza, Torino, Einaudi, 1970
- Leonardo Sciascia, Giovanni Verga e la memoria, in "Notiziario culturale italiano", Istituto italiano di cultura, Parigi, XIV, 1, 1973
- Riccardo Scrivano, La narrativa di Verga, Roma, Bulzoni, 1977
- Ermanno Scuderi, Interpretazioni verghiane, Firenze, La Nuova Italia, 1937
- Ermanno Scuderi, Verga, Catania, Camene, 1950
- Ermanno Scuderi, La cultura del Verga, Torino, Bottega d'Erasmo, 1965
- Ermanno Scuderi, Verga: la condizione storica ed esistenziale, l'arte, Catania, Tringale. 1976
- Ermanno Scuderi, Interpretazioni verghiane ieri e oggi, Catania, Tringale, 1979
- Adriano Seroni, La Nedda nella storia dell'arte verghiana, Lucca, Lucentia, 1950
- Adriano Seroni, Studi verghiani, in Nuove ragioni critiche, Firenze, Vallecchi, 1960
- Adriano Seroni, Verga (antologia della critica), Palermo, Palumbo, 1960
- Adriano Seroni, Da Dante a Verga, Roma, Editori Riuniti, 1972
- Renato Serra, Le lettere, Roma, Bontempelli, 1914
- Leo Spitzer, L'originalità della narrazione nei "Malavoglia", in "Belfagor", XI, 1, 1956
- Francesco Torraca, Saggi e rassegne, Livorno, Vigo, 1885
- Federigo Tozzi, Giovanni Verga e noi, in "Il messaggero della domenica", 17 novembre 1918; poi in Realtà di ieri e di oggi, Milano, Alpes, 1928
- Gaetano Trombatore, Mastro-don Gesualdo, in "Ateneo veneto", luglio-agosto, 1935; poi in Saggi critici, Firenze, La Nuova Italia, 1950
- Karl Vossler, Letteratura italiana contemporanea, Napoli, Ricciardi, 1916